# Colin Barlow
Colin James Barlow (Mánchester, 14 de noviembre de 1935 – Mánchester, 19 de diciembre de 2018) fue un futbolista y dirigente deportivo británico, que jugó como extremo en el Manchester City (donde pasó la mayor parte de su carrera) además del Oldham Athletic y el Doncaster Rovers.

## Carrera
Barlow su unió a las categorías inferiores del Manchester City y se convirtió en profesional en 1956. Hizo su debut con el primer equipo en la jornada inaugural de la temporada 1957–58, donde marcó su primer gol en la derrota de 3–2 contra el Chelsea en Stamford Bridge. Su primera temporada acabó con 17 goles en 40 partidos. En la siguiente temporada, marcó 18 goles convirtiéndose en el pichichi de su club. En la 1959–60 consiguió su cénit como goleador con 20 en 40 partidos. En 1962 perdió su puesto como titular en favor de Neil James Young por lo que disputó tan solo 19 partidos. Cuando dejó el Manchester City, era el decimosegundo máximo goleador de todoslos tiempos.
En agosto de 1963, siguió al entrenador Les McDowall para fichar por el Oldham Athletic aunque no tuvo muchas oportunidades. Acabaría su carrera en el Doncaster Rovers.

## Vida personal
Después de terminar su carrera como jugador, Barlow se dedicó al mundo de los negocios. En 1994, regresó al Manchester City como parte del accionariado liderado por Francis Lee. Barlow se convirtió en el primer director ejecutivo del club,  y fue miembro de la junta directiva. Dejó el cargo en enero de 1997, afirmando que deseaba dedicar más tiempo a sus empresas.
Barlow murió el 19 de diciembre de2018 a los 83 años.

## Clubes
| Club                     | País       | Año       | Partidos | Goles |
| ------------------------ | ---------- | --------- | -------- | ----- |
| Manchester City          | Inglaterra | 1956–1963 | 179      | 78    |
| Oldham Athletic A. F. C. | Inglaterra | 1963–1964 | 6        | 1     |
| Doncaster Rovers         | Inglaterra | 1964–1965 | 3        | 0     |